# Сухі Яли (село)
Сухі́ Яли́ — село Курахівської міської громади Покровського району Донецької області, Україна. У селі мешкає 412 людей.

## Загальні відомості
Розташоване на лівому березі р. Сухі Яли. Відстань до райцентру становить близько 35 км і проходить переважно автошляхом Н15.
Землі села межують із територією с. Улакли Великоновосілківського району Донецької області.

## Населення
За даними перепису 2001 року населення села становило 412 осіб, із них 14,56 % зазначили рідною мову українську, 83,74 % — російську та 0,24 % — білоруську мову.